# Слейтер, Билл (футболист)
Уильям Джон (Билл) Слейтер, также известный как У. Дж. Слейтер (англ. William John Bill Slater; 29 апреля 1927, Клитеро, Ланкашир — 18 декабря 2018, Оксфордшир, Юго-Восточная Англия) — английский футболист.
Слейтер провёл большую часть карьеры в «Вулверхэмптон Уондерерс», с которым он выиграл три чемпионата и Кубок Англии по футболу.

## Биография
Слейтер начал молодёжную карьеру в возрасте 16 лет в «Блэкпуле» в 1944 году. Слейтер дебютировал за «Блэкпул» 10 сентября 1949 года в матче с «Астон Виллой», который закончился безголевой ничьей. Будучи скоростным форвардом, он конкурировал за позицию с Алланом Брауном в течение большей части своей карьеры в «Блэкпуле». Он играл в финале Кубка Англии 1951, в котором «Блэкпул» проиграл «Ньюкасл Юнайтед», матч прошёл на «Уэмбли». Слейтер установил рекорд, забив самый быстрый гол в истории «Блэкпула»: 10 декабря 1949 года в игре против «Сток Сити» счёт был открыт на 11-й секунде. Рекорд был побит Джеймсом Куинном в 1995 году.
После окончания колледжа в декабре 1951 года он перешёл в «Брентфорд», где сыграл 30 матчей, а затем в августе 1952 года присоединился к «Вулверхэмптон Уондерерс». Он оставался на «Молинью» до 1963 года, сыграв 339 матчей и забив 25 голов. Он выиграл три чемпионата Англии (1953/54, 1957/58 и 1958/59 сезона), а также дважды занял второе место (в сезонах 1954/55 и 1959/60). Он также выиграл Кубок Англии 1960 года в матче против «Блэкберн Роверс», в том же году он был признан футболистом года в Англии. Он также сыграл 12 матчей за сборную Англии, в том числе четыре на чемпионате мира 1958.
На чемпионате мира он сыграл все четыре матча Англии: первые два — как левый фулбэк, остальные — в полузащите. Бразильский футбольный обозреватель Эдуардо Сантос назвал его самым «грубым игроком», которого он когда-либо видел. Игра Слейтера в основном состояла из ударов по ногам соперников и заваливаний их на землю. Из-за этого Бразилия отказалась выпускать своего правого нападающего, Гарринчу, чтобы сохранить его в групповом матче против Англии, который закончился со счётом 0:0.
Слейтер также представлял Великобританию на летних Олимпийских играх 1952 года.
В июле 1963 года Слейтер вернулся в «Брентфорд». Позже он играл за «Нордерн Номадс».
В 1982 году Слейтер был удостоен ордена Британской империи за заслуги в спорте.
В феврале 2009 года его дочь Барбара Слейтер стала первой женщиной — спортивным директором на BBC.
Слейтер умер 18 декабря 2018 года в возрасте 91 года от осложнений, вызванных болезнью Альцгеймера.